# Michel Ries
Michel Ries (13 de marzo de 1998) es un ciclista luxemburgués, miembro del equipo Arkéa-B&B Hotels.

## Palmarés
2019
- 1 etapa del Giro del Valle de Aosta

2021
- 2.º en el Campeonato de Luxemburgo Contrarreloj

2022
- 2.º en el Campeonato de Luxemburgo Contrarreloj

2023
- 2.º en el Campeonato de Luxemburgo en Ruta

2024
- 2.º en el Campeonato de Luxemburgo Contrarreloj

## Resultados en Grandes Vueltas y Campeonatos del Mundo
| Carrera         | Carrera         | 2018 | 2019 | 2020 | 2021 | 2022 | 2023 | 2024 | 2025 |
| --------------- | --------------- | ---- | ---- | ---- | ---- | ---- | ---- | ---- | ---- |
|                 | Giro de Italia  | —    | —    | —    | —    | —    | 86.º | 25.º | Ab.  |
|                 | Tour de Francia | —    | —    | —    | —    | —    | —    | —    | —    |
|                 | Vuelta a España | —    | —    | 60.º | —    | —    | 66.º | Ab.  | —    |
| Mundial en Ruta | Mundial en Ruta | —    | —    | —    | —    | —    | —    | Ab.  | —    |

—: no participa
Ab.: abandono